# Flip Paauwe
Philippus (Flip) Paauwe (Goes, 7 oktober 1919 – Sittard, 7 augustus 2012)
was een Nederlands voetballer die uitkwam voor Goes, Sittardse Boys en Sittardia. 

## Beginjaren
Flip Paauwe groeide als voetballer op bij Goes. Hij vormde als rechtsachter met doelman Frans de Munck een hecht verdedigingsblok. Samen speelden ze ook in het Zeeuws elftal.
Goes werd kampioen in de Tweede klasse in 1943 en 1944. De Zeeuwse club trof in 1944 in de nacompetitie voor promotie naar de Eerste klasse drie Limburgse tegenstanders: Limburgia, Sittardse Boys en VVV. Limburgia werd winnaar en promoveerde.

## Naar Limburg
De Munck (21) en Paauwe (24) maakten in deze promotiecompetitie een sterke indruk in de duels met Sittardse Boys. De Limburgse club benaderde daarom beide Zeeuwen voor een verhuizing naar Sittard en bood ze een baan aan. Bij Goes rezen twijfels over het vertrek van de twee spelers.
Vanwege de oorlog lag de voetbalcompetitie in het seizoen 1944/45 stil. Daarna maakten De Munck en Paauwe hun opwachting bij Sittardse Boys. Ze werden al snel opgenomen in het Limburgs elftal.
Met hun club promoveerden ze in hun eerste seizoen direct naar de Eerste klasse.  

## Paauwe blijft in Sittard
Sittardse Boys fuseerde in 1950 met VV Sittard tot Sittardia. Frans de Munck vertrok als beroepsvoetballer naar 1. FC Köln maar Flip Paauwe bleef. Ook nadat hij voor zijn werk bij de douane in 1951 werd overgeplaatst naar Rotterdam. Iedere zondag kwam hij met de trein naar Sittard om zijn wedstrijd te spelen.Dat bleef hij volhouden totdat hij in 1958 als 38-jarige stopte als actief voetballer. Bij Sittardia werd hij bij zijn afscheid benoemd tot lid van verdienste. Begin jaren zestig verhuisde hij met zijn gezin van Rotterdam naar Geleen. 
Paauwe overleed in 2012 op 92-jarige leeftijd in Sittard.

## Clubstatistieken
| Seizoen | Club           | Land      | Competitie                   | Wed. | Goals |
| ------- | -------------- | --------- | ---------------------------- | ---- | ----- |
| 1945/46 | Sittardse Boys | Nederland | Tweede klasse B Zuid II      | ?    | 0     |
| 1946/47 | Sittardse Boys | Nederland | Eerste klasse Zuid II        | ?    | 0     |
| 1947/48 | Sittardse Boys | Nederland | Eerste klasse Zuid I         | ?    | 0     |
| 1948/49 | Sittardse Boys | Nederland | Eerste klasse Zuid II        | ?    | 0     |
| 1949/50 | Sittardse Boys | Nederland | Eerste klasse Zuid I         | 18   | 0     |
| 1950/51 | Sittardia      | Nederland | Eerste klasse E              | 22   | 0     |
| 1951/52 | Sittardia      | Nederland | Eerste klasse C              | 26   | 0     |
| 1952/53 | Sittardia      | Nederland | Eerste klasse C              | 26   | 0     |
| 1953/54 | Sittardia      | Nederland | Eerste klasse C              | 26   | 0     |
| 1954/55 | Sittardia      | Nederland | Eerste klasse C (afgebroken) | 10   | 0     |
| 1954/55 | Sittardia      | Nederland | Eerste klasse B              | ?    | 0     |
| 1955/56 | Sittardia      | Nederland | Hoofdklasse B                | ?    | 0     |
| 1956/57 | Sittardia      | Nederland | Eerste divisie B             | ?    | 0     |
| 1957/58 | Sittardia      | Nederland | Eerste divisie B             | ?    | 0     |
| Totaal  | Totaal         | Totaal    | Totaal                       | -    | -     |